# Ковальчик, Мацей
Ма́цей Кова́льчик (пол. Maciej Kowalczyk; род. 6 марта 1977, Вроцлав, Польша) — польский футболист, нападающий.

## Карьера

### Клубная
Выступал за молодёжные команды: «Влукняж» (Вроцлав), «Парасоль» (Вроцлав), «Сленза» (Вроцлав). С 1998 года по 2000 года выступал за клуб «Керамика». В 2000 году перешёл в «Шлёнск», дебютировал 13 августа 2000 году в матче против варшавского клуба «Полония» (3:1). Позже снова выступал за «Керамику». В июле 2002 года перешёл в киевский «Арсенал». В чемпионате Украины дебютировал 7 июля 2002 года в матче против донецкого «Шахтёра» (0:0). В 2002 году также играл за бориспольский «Борисфен». За «Арсенал» провёл 70 матчей и забил 12 мячей. В июле 2006 года появилась информация о том, что Мацей может перейти в луганскую «Зарю». Но в итоге он оказался в польском клубе «Корона». После играл за «Видзев» из города Лодзь. С 2008 по 2010 годы играл за ФК «Лехия» из Гданьска.

### В сборной
Единственную игру за сборную Польши провёл 14 февраля 2003 года против Македонии (3:0).